# ويليام سنو هاريس
ويليام سنو هاريس (بالإنجليزية: William Snow Harris)‏ (و. 1791 – 1867 م) هو فيزيائي من المملكة المتحدة لبريطانيا العظمى وأيرلندا، ولد في بليموث، وكان عضوًا في الجمعية الملكية، توفي عن عمر يناهز 76 عاماً.

## التعليم
تعلم في جامعة إدنبرة.

## جوائز
حصل على جوائز منها:
- الميدالية البيكرية (1839)[2]
- وسام كوبلي (1835)[3]
- زميل في الجمعية الملكية.

## روابط خارجية
- ويليام سنو هاريس على موقع إن إن دي بي (الإنجليزية)